# Tai tượng đuôi chồn
Tai tượng đuôi chồn (danh pháp hai phần: Acalypha hispida) là loài thực vật thuộc chi Cỏ tai tượng.
Loài này có nguồn gốc từ châu Đại Dương, hiện mọc dại tại nhiều nơi thuộc Bắc Mỹ, bao gồm cả Hoa Kỳ, Mexico và Belize. Tại Việt Nam, cây được trồng làm cảnh ở nhiều nơi.
Cây cao 1,8-3,7 m.

## Hình ảnh

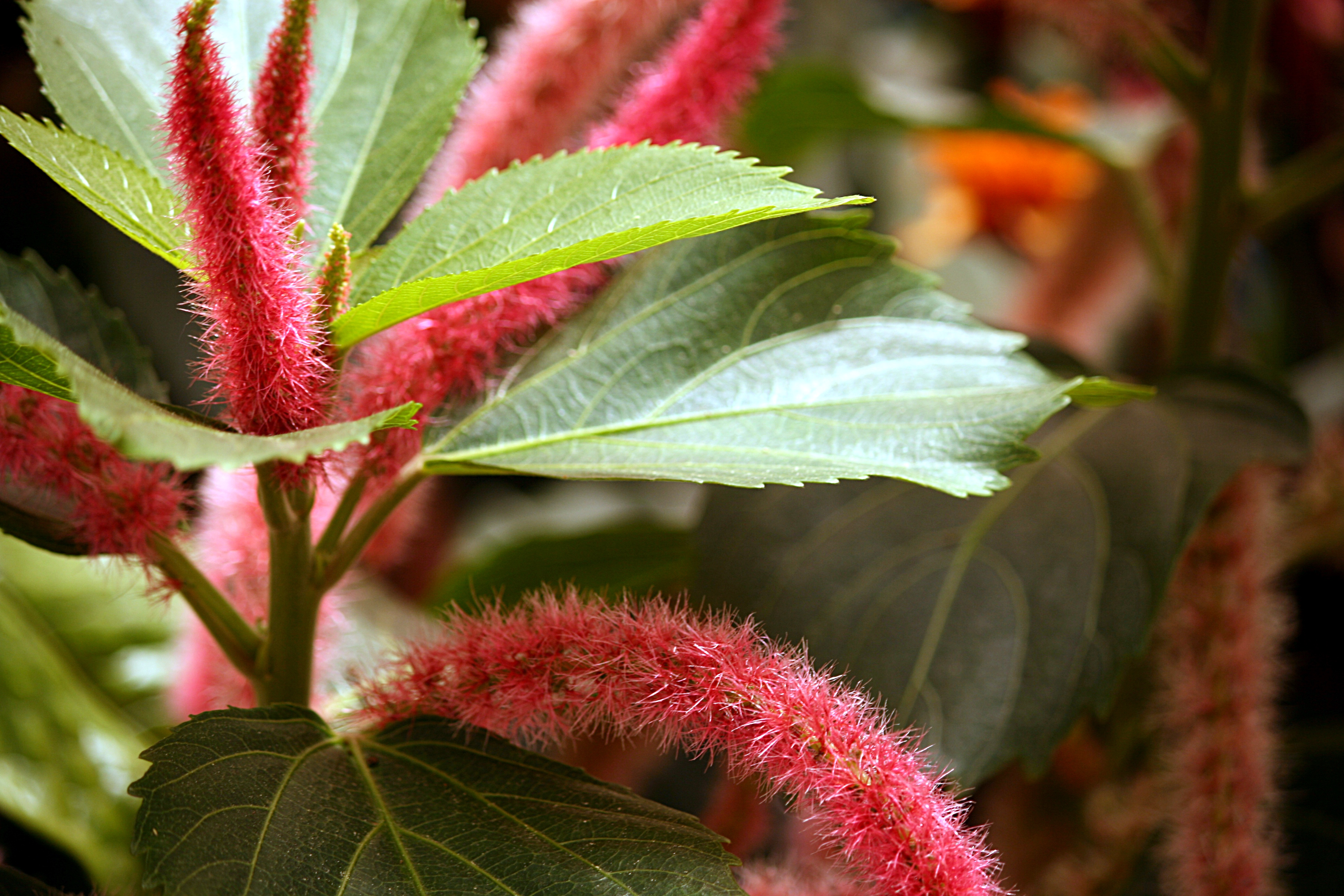
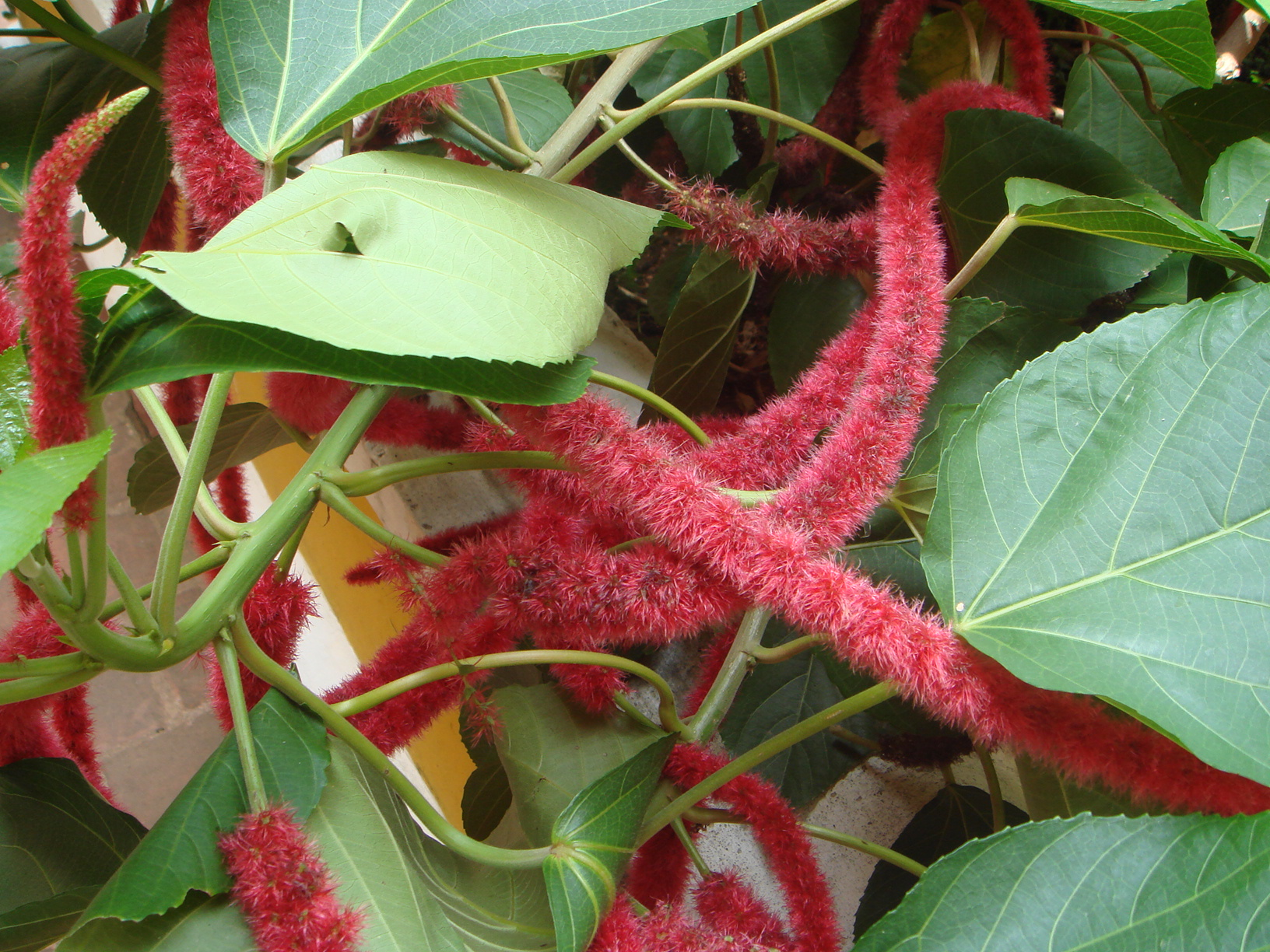
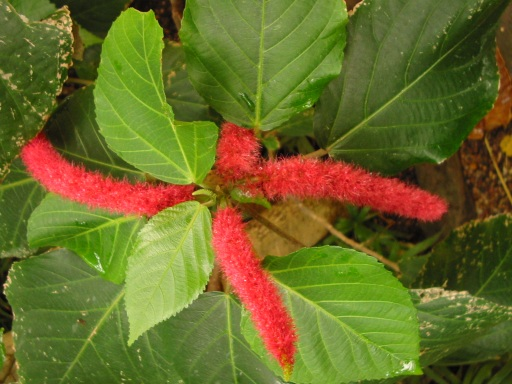
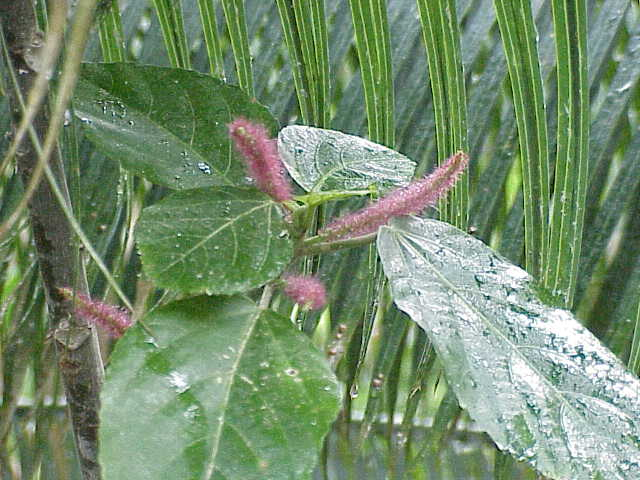